# Nul-energihuset
|  | Denne artikel er oprettet af botten Steenthbot ud fra en ekstern database. Den kan derfor have sproglige fejl eller mangler. Denne skabelon kan fjernes efter kontrol af indholdet. |

Nul-energihuset er en dansk dokumentarfilm fra 1977 instrueret af Anders Odsbjerg efter eget manuskript.

## Handling
I 1974 blev forsøgshuset opbygget på Polyteknisk Læreanstalt, som en familiebolig i én etage.